# UHad2BThere! – Live Bootleg Vol.1
UHad2BThere! – Live Bootleg Vol.1 (engl. für „Du hättest dort gewesen sein müssen“) ist ein Livealbum von Matt „Gonzo“ Roehr, dem Gitarristen der Böhsen Onkelz. Es erschien am 13. Juni 2008 auf seinem eigenen Label Gonzomusic Record Co und wird von Intergroove vertrieben.

## Inhalt
Das Album enthält Mitschnitte von Gonzos Konzerten am 10. Januar 2008 im Capitol in Hannover und am 12. Januar 2008 im Columbia-Club in Berlin. Die gespielten Lieder stammen größtenteils von seinem Debütalbum Barra da Tijuca. Das Videomaterial der DVD stammt von einem Auftritt Gonzos am 7. Januar 2008 in der Hugenottenhalle in Neu-Isenburg.

## Covergestaltung
Das Albumcover zeigt Matt Roehr, der ein schwarzes Basecap trägt und auf seiner E-Gitarre spielt. Rechts oben im Bild befinden sich die Schriftzüge Matt Roehr und UHad2BThere! – Live Bootleg Vol.1 in Grau.

## Titelliste
CD:
| #  | Titel                    | Länge |
| -- | ------------------------ | ----- |
| 1  | Going Down               | 3:52  |
| 2  | I Ain’t Around No More   | 5:19  |
| 3  | Made to Last             | 4:22  |
| 4  | You Had to Be There      | 5:44  |
| 5  | Barra da Tijuca          | 7:04  |
| 6  | All Along the Watchtower | 8:02  |
| 7  | Hasta un Cualquier Dia   | 4:18  |
| 8  | Sarcastic Gutter Blues   | 4:05  |
| 9  | I Don’t Need No Doctor   | 7:52  |
| 10 | Wheel of Fortune         | 5:46  |
| 11 | Weekend Warriors         | 4:20  |

DVD:
| # | Titel                  |
| - | ---------------------- |
| 1 | I Ain’t Around No More |
| 2 | Made to Last           |
| 3 | Barra da Tijuca        |

## Rezeption
| Professionelle Bewertungen | Professionelle Bewertungen |
| -------------------------- | -------------------------- |
| Kritiken                   |                            |
| Quelle                     | Bewertung                  |
| metal.de                   | [ 2 ]                      |
| stormbringer.at            | [ 3 ]                      |

- Der Metal Hammer bewertete das Album positiv:

„Roehr ist Fan von Livealben, die so vor Energie strotzen, dass der Schweiß aus dem CD-Schacht tropft – und genau das ist ihm mit diesem Album gelungen. […] [Das liegt] nicht nur an Gonzos variantenreichem Gitarrenspiel, sondern auch an seinen Mitstreitern: Südamerikanische Rhythmusgiganten, ein hervorragend aufgelegter Keyboarder Stephan Weiler, und ein Sänger namens Charlie Huhn, der sich hier in absoluter Bestform präsentiert.“

- Das Portal stormbringer.at bewertete das Album mit drei von möglichen fünf Punkten:

„„Uhad2bthere-Live Bootleg Vol. 1“ ist eine rockige, bluesig angehauchte Geschichte, die auf sommerlichen Fahrten kurzweilig zu gefallen weiß, das richtige Live Feeling will zwar nicht wirklich aufkommen, dafür sind einerseits die Publikumsreaktionen viel zu weit in den Hintergrund gemischt worden und andererseits ist es bei einem Livealbum nie ratsam nach jedem Track ein Fade Out zu machen, aber wer sich mal zurücklehnen will und einfach nur angenehme Berieselung wünscht, kann sich den Herrn Röhr ruhig mal reinziehen.“